# バイオニクス歩兵戦闘車
バイオニクス歩兵戦闘車（バイオニクスほへいせんとうしゃ、英語: Bionix）は、シンガポールのシンガポール・テクノロジーズ・エンジニアリング（現STキネティックス）で開発された歩兵戦闘車。武装の違いにより、バイオニクス 25とバイオニクス 40/50の2種類が存在する。

## 概要
1991年にシンガポール・テクノロジーズ・キネティック社が、シンガポール陸軍からの要求に基づいて開発を開始。試作車両は1995年-1996年頃に完成したといわれ、1997年から量産を開始し、シンガポール陸軍へ派生型も含め500輌が納入された。
バイオニクスは、車体と砲塔が圧延防弾鋼板の溶接構造で、車体は低平な箱型をした、歩兵戦闘車としては一般的なデザインとなっている。防御力も歩兵戦闘車としては標準的なレベルであるが、必要に応じて増加装甲板をボルト止めでき、さらにドイツのIBD社製爆発反応装甲を装着することもできる。
車内配置も標準的なもので、車体前部右側に操縦室、前部左側に機関室が配置され、車体中央部が全周旋回式砲塔を搭載した戦闘室、後部が兵員室となっている。エンジンは、アメリカのデトロイトディーゼル社製の6V-92TA液冷V型6気筒ターボチャージド・ディーゼルエンジンを搭載、変速機にはジェネラル・ダイナミックス・ディフェンス・システムズ社製HMPT-500-3EC自動変速機を装備し、路上最高速度は70km/hで、10秒で32km/hまで加速できるため、機動性は他国の歩兵戦闘車と遜色ない性能になっている。これらの動力装置は、アメリカのユナイテッド・ディフェンス社が開発したM8 AGS軽戦車と同様のものである。また、歩兵戦闘車としては珍しく、油気圧式サスペンションを採用している。
バイオニクスの武装は、バイオニクス 25とバイオニクス 40/50とで異なっており、バイオニクス 25は左側に車長、右側に砲手が位置する大型の2名用砲塔にマクドネル・ダグラス（現ボーイング）社製25mm機関砲M242と、同軸および対空用に7.62mm機関銃M240、砲塔両側面にSDS-93 76mmスモークディスチャージャーを装備する。バイオニクス 40/50では1名用砲塔に40mm自動擲弾銃と同軸の12.7mm重機関銃M2を装備する。なお、車体後部の兵員室にはバイオニクス 25で完全武装の兵士7名、バイオニクス 40/50で完全武装の兵士9名が搭乗でき、兵員室の上部左右には7.62mm機関銃を装備できるピストルマウントが備えられている。

## 派生型

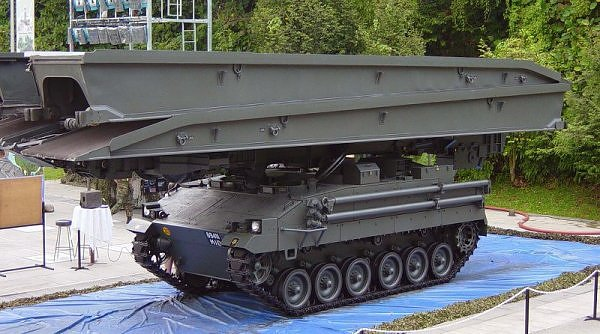
バイオニクス AVLB
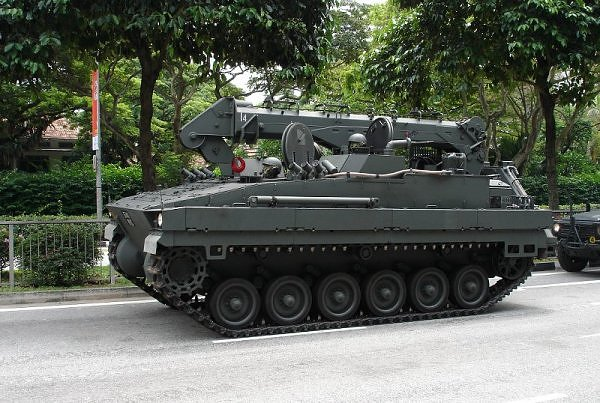
バイオニクス ARV

バイオニクス 25
25mm機関砲搭載型。
バイオニクス 40/50
シンガポール国産の40mmSTK 40自動擲弾銃、12.7mm重機関銃搭載型。
なお、ブローニング12.7mmはアメリカ風に「.50口径（0.50インチ)｣とも呼ばれる。
バイオニクスII
30mm機関砲搭載型。
バイオニクス AVLB
架橋車輌型。
バイオニクス ARV
装甲回収車型。
- バイオニクス AVLB
- バイオニクス ARV

## 運用国

### 現用
- シンガポール - 2023年時点で、シンガポール陸軍が250両のバイオニクス25、250両のバイオニクス40/50、バイオニクスAVLB、バイオニクスARVを保有している[1]。